# حضانة (علم الحيوان)

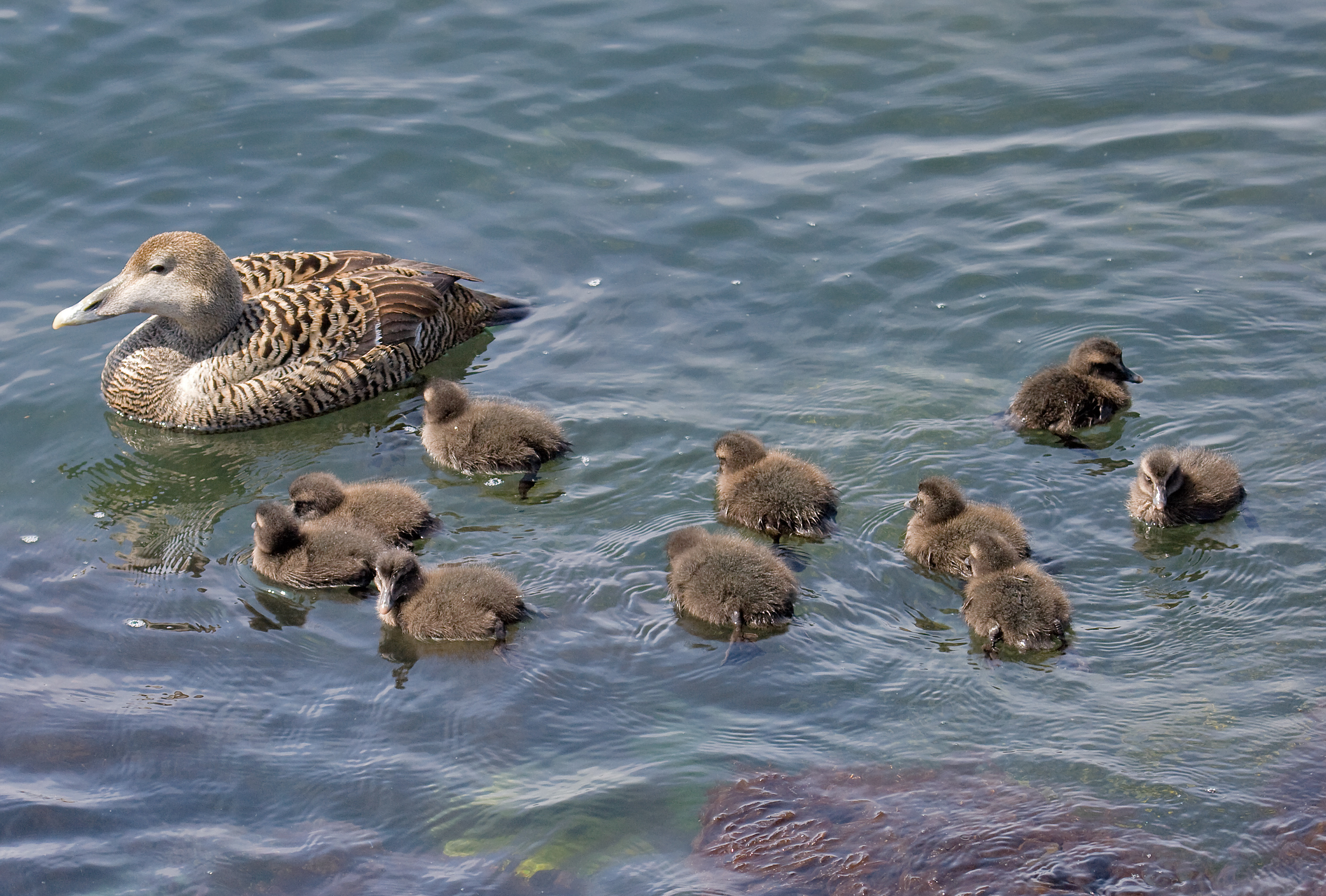

في علم الحيوان، تشير الحضانة (بالفرنسية: Crèche)‏، إلى رعاية نسل الحيوان الأم لنسل آخر غير نسله، وبمعنى آخر هو تجمع لصغار الحيوانات تحت رعاية كبار لا تربطهم بهم علاقة البنوة. عند بعض الطيور، يقوم عدد قليل من البالغين برعاية صغارهم وصغار غيرهم، حيث يستخدم هذا المصطلح عادةً في دراسة مستعمرات الطيور. والعديد من طيور البطريق تشكل الحضانات، بالإضافة إلى العديد من الطيور الأخرى مثل الإوزة الكندية، والعيدر الشائع والشهرمان المألوف.
ومن بين الزواحف، يقوم الكيمن الأبيض أيضاً بإلقاء صغارهم في الحضانات، وهي أنثى تهتم برعاية صغار الأنواع الأخرى.
الأسود هو نوع آخر ملحوظ لتشكيل الحضانات. الإناث توفر الحماية المتبادلة، إذ أنها تقوم بتربية أشبال بعضها البعض. ومع ذلك، أظهرت الدراسات أن الأشبال التي تربى في الحضانات تميل إلى أن تكون معدلات تغذيتها أقل مما لو كانت تربى من قبل أم واحدة.